# 茶岭站
茶岭站是一个京广线上的铁路车站，位于湖北省咸宁市赤壁市茶庵岭镇，1919年随粤汉铁路蒲圻至杨楼司段通车而开始运营:238，目前为广州铁路集团长沙车务段管辖的四等站，距北京西站1361公里，距广州站933公里，邮政编码为437313。目前客运：办理旅客乘降；行李、包裹托运；货运：办理整车货物发到。